# Крюків (річка)
Крю́ків (Крюкова) — річка у Городнянському районі Чернігівської області, права притока річки Снову (басейн Десни).
Довжина 32 км, площа басейну — 235 км². Бере початок поблизу с. Тупичева. Долина невиразна, ширина від 1,5—2 км (у середній течії) до 4 км (у пониззі). Заплава майже повністю осушена; трапляються стариці. Річище слабозвивисте, ширина 2—5 м. Глибина до 1,5—2 м. Похил річки 0,43 м/км.
Живлення переважно снігове. Замерзає у листопаді, скресає у березні. Крюків — водоприймач осушувальної системи. Споруджено шлюзи-регулятори. Річище Крюкова майже на всій довжині розчищене.